# Canton de Neuilly-sur-Seine
Le canton de Neuilly-sur-Seine est une circonscription électorale française du département des Hauts-de-Seine.

## Histoire
La canton de Neuilly est créé en 1800, au sein de l'arrondissement de Saint-Denis et du département de la Seine. L'arrêté du 25 fructidor an IX (12 septembre 1801) fixe les communes qui y sont rattachées : Auteuil, Boulogne-sur-Seine, Clichy, Montmartre, Neuilly et Passy. En 1830 puis en 1837, les communes de Batignolles-Monceau puis Levallois-Perret se détachent de Clichy.
Par la loi du 16 juin 1859, les limites de Paris sont étendues. Le canton perd Batignolles-Monceau, Montmartre, Passy et une grande partie d'Auteuil.
Par la loi du 13 avril 1893, de nouveaux cantons sont formés. Le canton de Neuilly est alors réduit à sa seule commune, tandis que sont créés les cantons de Boulogne, Clichy et Levallois-Perret.
En 1967, le canton est divisé entre celui de Neuilly-sur-Seine-Nord et Neuilly-sur-Seine-Sud.
Par décret du 26 février 2014, le nombre de cantons du département est divisé par deux, avec mise en application aux élections départementales de mars 2015. Le canton de Neuilly-sur-Seine est recréé et couvre la totalité de la commune de Neuilly-sur-Seine.

## Représentation

### Représentation avant 2015
| Période                                  | Période                   | Identité                                  | Étiquette                     | Qualité |
| ---------------------------------------- | ------------------------- | ----------------------------------------- | ----------------------------- | --- |
| 1871                                     | 1875                      | Jean-Baptiste Codur                       | Républicain                   | Entrepreneur de travaux publics Maire de Levallois-Perret (1870-1878)                                                                   |
| 1875                                     | 1884                      | Émile Villeneuve                          | Gauche radicale               | Docteur en médecine Ancien Premier adjoint au maire du 17e arrondissement de Paris Maire de Clichy-la-Garenne (1871) Député (1881-1889) |
| 1884                                     | 1887                      | Louis Lefoullon                           | Rad.                          | Avoué, député (1893-1895) |
| 1887                                     | 1888 (annulation)         | Octave Théodore Emile Allaire             | Rad.                          | Ingénieur à Levallois-Perret |
| 1888                                     | 1894 (démission)          | Louis Lefoullon                           | Rad.                          | Avoué Député (1893-1895) |
| 1894                                     | 1898 (décès)              | Jean-Baptiste Rigaud                      |                               | Fabricant de produits chimiques Député (1896-1898)                                                                                      |
| 1898                                     | 1920 (décès)              | Pierre Cherest (1861-1920)                | Nationaliste Progressiste     | Avocat à la Cour d'appel de Paris Président du Conseil général de la Seine (1914-1915)                                                  |
| 1920                                     | 1929                      | Edmond Bloud                              | Progressiste                  | Editeur Maire de Neuilly-sur-Seine (1927-1947) Député (1928-1936)                                                                       |
| 1929                                     | 1935                      | M. Villeneuve                             | Libéral                       | Médecin |
| 1935                                     | 1936 (démission)          | Georges Lebecq (1883-1956)                | RG                            | Ancien conseiller municipal de Paris Président de l'UNC                                                                                 |
| 1936                                     | 1941 (démission d'office) | Henri de Kérillis                         | Républicain d'union nationale | Officier Député (1936-1942) Déchu de la nationalité française le 6 septembre 1940 par le Gouvernement de Vichy                          |
| 1941 (nommée par décret)                 | 1944                      | Madeleine Corpet, née Puiseux (1888-1983) |                               | Présidente de l'Union des Patronages catholiques                                                                                        |
| 1945 Décret du 12 mars 1945              | 1945                      | Martial Massiani                          | Droite                        | Journaliste Conseiller municipal de Neuilly-sur-Seine                                                                                   |
| Les données manquantes sont à compléter. |                           |                                           |                               | |

### Conseillers départementaux depuis 2015
| Période élective | Période élective | Mandat | Mandat                   | Identité                  | Nuance | Nuance | Qualité |
| ---------------- | ---------------- | ------ | ------------------------ | ------------------------- | ------ | ------ | --- |
| 2015             | 2021             | 2015   | janvier 2016 (démission) | Pierre-Adrien Babeau (d)  |        | UDI    | Manager en marketing Adjoint au maire de Neuilly-sur-Seine (2008-2016) |
| 2015             | 2021             | 2015   | juin 2021                | Alexandra Fourcade        |        | DVD    | Médecin spécialiste de santé publique Adjointe au maire de Neuilly-sur-Seine (depuis 2008) Ancienne conseillère générale du canton de Neuilly-sur-Seine-Nord (2012-2015)                                                   |
| 2015             | 2021             | 2016   | juin 2021                | Olivier Larmurier         |        | DVD    | Banquier à la retraite Adjoint au maire de Neuilly-sur-Seine |
| 2021             | 2027             | 2021   | en fonction              | Alexandra Fourcade        |        | DVD    | Médecin spécialiste de santé publique Adjointe au maire de Neuilly-sur-Seine (depuis 2008) Conseillère départementale déléguée aux seniors, à l’autonomie et à la santé                                                    |
| 2021             | 2027             | 2021   | en fonction              | Jean-Christophe Fromantin |        | DVD    | Chef d'entreprise Maire de Neuilly-sur-Seine (depuis 2008) 11e vice-président du conseil départemental (Infrastructures routières et navigables) Ancien Conseiller général du canton de Neuilly-sur-Seine-Nord (2011-2012) |

Lors des élections départementales de 2015, le binôme composé de Pierre-Adrien Babeau et Alexandra Fourcade (Union de la Droite) est élu au premier tour avec 63,46 % des suffrages exprimés, devant le binôme composé de Franck Keller et Michèle Schleiffer (DVD) (14,5 %). Le taux de participation est de 45,48 % (16 799 votants sur 36 941 inscrits) contre 46,11 % au niveau départemental et 50,17 % au niveau national.
Lors des élections départementales de 2021, le binôme composé d'Alexandra Fourcade et Jean-Christophe Fromantin (Divers droite) est élu dès le premier tour, recueillant 10 276 voix, soit 76,82 % des suffrages exprimés ou 29,15 % des inscrits : la participation était de 13 569 votants, soit 37,85 % des inscrits, dont 13 376 suffrages exprimés (37,31 % des inscrits). Le binôme constitué de Benoît Aguelon et Delphine Boudon-Lavallée (DVD, proche de l'opposition municipale de Florence Maurin-Fournier) 1 099 voix, soit 8,22 % et celui d'Union de la gauche et des écologistes comprenant Dominique Préhu (PS) et Jean-Baptiste Puiggali, soutenu par Thierry Hubert (d) (conseiller municipal EELV) 1 046 votants, soit 7,82 %, tandis que le binôme du RN recevait 955 voix, soit 7,14 % des suffrages exprimés).

## Composition
Le nouveau canton de Neuilly-sur-Seine est constitué d'une commune entière. 
| Nom                                       | Code Insee | Intercommunalité         | Superficie (km2) | Population (dernière pop. légale) | Densité (hab./km2) | Modifier                                    |
| ----------------------------------------- | ---------- | ------------------------ | ---------------- | --------------------------------- | ------------------ | ------------------------------------------- |
| Neuilly-sur-Seine (bureau centralisateur) | 92051      | Métropole du Grand Paris | 3,73             | 59 200 (2022)                     | 15 871             | modifier les données · modifier les données |
| Canton de Neuilly-sur-Seine               | 9221       |                          |                  | 59 200 (2022)                     |                    | modifier les données                        |

## Démographie
En 2022, le canton comptait 59 200 habitants, en évolution de −2,28 % par rapport à 2016 (Hauts-de-Seine : +2,75 %, France hors Mayotte : +2,11 %).
| 2013   | 2018   | 2022   |
| ------ | ------ | ------ |
| 62 346 | 59 940 | 59 200 |